# 李錫 (正德進士)
李錫，字晉卿，山東濟南府臨邑縣人，明朝政治人物。

## 生平
正德九年（1514年）甲戌科進士，授行人司行人，十四年（1519年）四月因以諫止武宗南巡事調國子監助敎。世宗即位，十六年（1521年）五月復行人司原職，八月授礼科给事中，与翰林院编修孙承恩出使安南。嘉靖三年（1524年）五月升兵科右，八月升刑科都給事中。嘉靖九年（1530年）二月起復，升湖广按察司副使，十一年三月官至山西左參政，卒於任內。

## 家族
曾祖李恪。祖父李素。父李璋。母毛氏。兄李鑑；弟李録，进士；李銓；李鈍。